# هرلینده کولبل

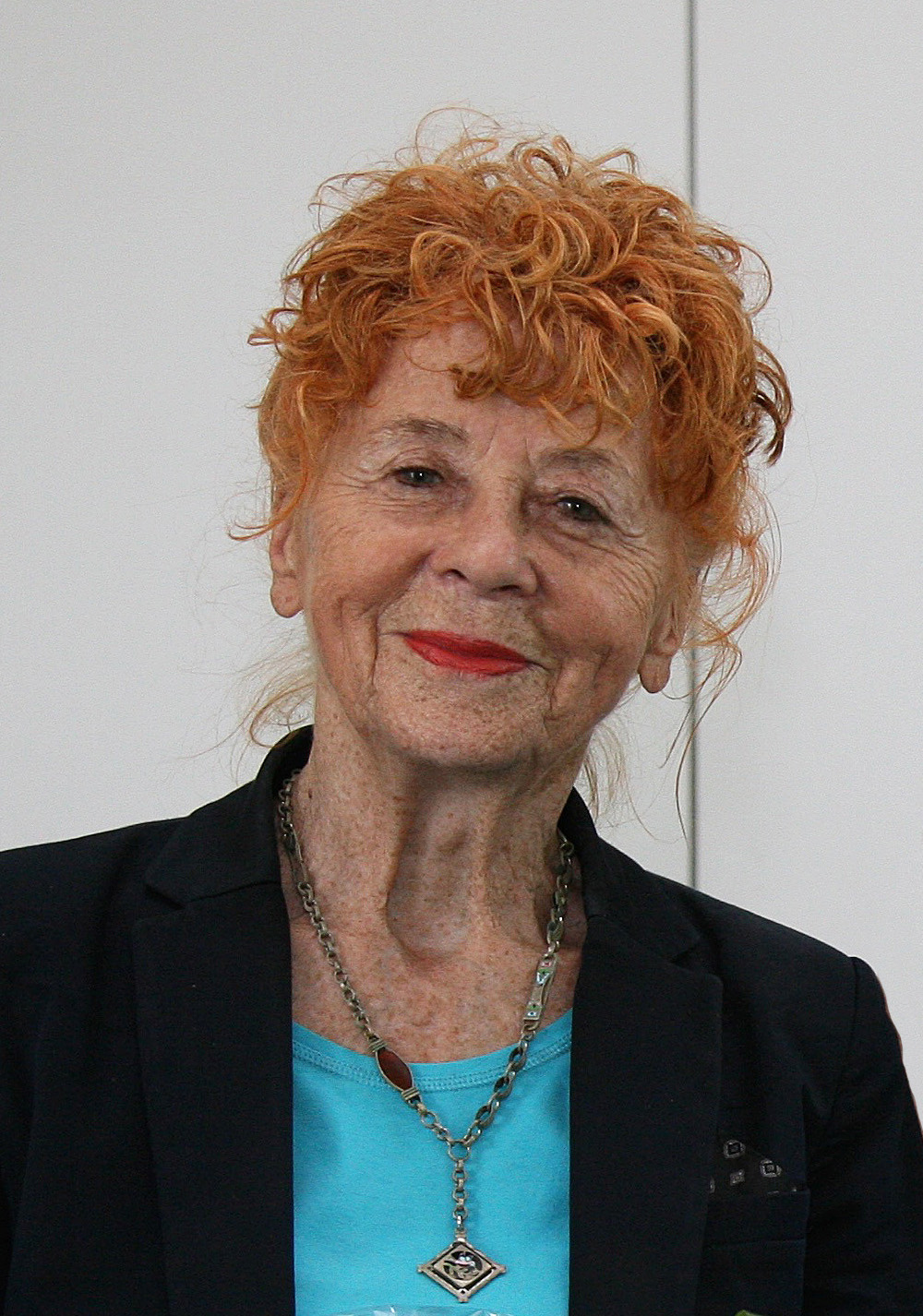
هرلین کولبل، در سال ۲۰۱۵

هرلینده کولبل (زادهٔ ۳۱ اکتبر ۱۹۳۹) هنرمند عکاس، نویسنده و مستندساز آلمانی است.
مشخصه کار جامع او بیش از همه با پروژه های طولانی مدت عکاسی است که اغلب با مصاحبه های عمیق تکمیل می شود. او به خصوص به خلق پرتره هایی از محیط ها و افراد علاقه مند است. هرلینده کولبل جوایز زیادی را برای کارهای عکاسی خود دریافت کرده است، به عنوان مثال جایزه دکتر اریش سالومون در سال ۲۰۰۱.  از سال ۲۰۰۹، او به طور منظم به عنوان نویسنده و عکاس برای مجله دی تسایت،  در ستون "چه چیزی مرا نجات داد" کار کرده است.

## زندگینامه
هرلینده کولبل در سال ۱۹۳۹ در لینداو در دریاچه کنستانس آلمان زاده شد و در آنجا بزرگ شد. او در مونیخ در رشته طراحی مد تحصیل کرد و در این زمینه کار کرد و در عین حال مادر چهار فرزند شد. در سال ۱۹۷۵، او عشق خود را به عکاسی کشف کرد و تمام ترفند های لازم را آموزش دید.